# Katastrofa kolejowa w Tembi
Katastrofa kolejowa w Tembi – wypadek kolejowy, który wydarzył się w 28 lutego 2023 między stacjami Larisa a Neoi Poroi w gminie Tembi w Grecji. W wyniku czołowego zderzenia pociągu osobowego, jadącego z Aten do Salonik i przewożącego 352 pasażerów, i pociągu towarowego z kontenerami zginęło 57 osób, 81 zostało ciężko rannych, a dziesiątki zostało lżej poszkodowanych. Do wypadku doszło nocą, cztery pierwsze wagony pasażerskie wykoleiły się, a z tych dwa objął pożar. 
Bezpośrednio po katastrofie aresztowany został 59-letni dyżurny ruchu, który w ustnym rozkazie do maszynisty miał powiedzieć, że może zignorować czerwone światło, bo szlak jest wolny.
Po tragedii grecki rząd ogłosił trzydniową żałobę narodową, szef resortu infrastruktury Kostas Karamanlis podał się do dymisji, w Atenach doszło do manifestacji, a związek zawodowy kolejarzy rozpoczął dwudziestoczterogodzinny strajk oskarżając rząd o „brak szacunku” i zwracając uwagę na złe warunki pracy i problemy kadrowe.
Dwa lata po wypadku niezależny grecki organ dochodzeniowy EODASAAM jako bezpośrednią przyczynę wypadku podał błąd dyżurnego ruchu, który skierował pociąg pasażerski na tor, po którym poruszał się już pociąg towarowy, jednak wskazuje też, że było to konsekwencją wielu błędów ludzkich – niewykorzystania możliwości automatyki kolejowej, nadmiernego obciążenie pracą dyżurnego ruchu, błędów w komunikacji między dyżurnym a maszynistą. Ponadto zwrócono uwagę na zaniedbania systemowe greckich kolei – zła jakość i niewystarczające utrzymanie infrastruktury kolejowej, w tym systemów zabezpieczenia ruchu kolejowego, nieodpowiedni nadzór personelem kolejowym, a także niewystarczające kompetencje dyżurnych ruchu i maszynistów.